# Daniel Chanet
Pour les articles homonymes, voir Chanet.
Daniel Chanet, né le 18 novembre 1951 à Vendôme et mort le 31 août 2008 à Vendôme, est un homme politique français. Il est maire de Vendôme de mars 1989 à août 2008.

## Biographie
Fils unique de parents ouvriers, Guy et Micheline Chanet, il abandonne les études à la fin de la 4e, puis commence son apprentissage d'ajusteur. Il devient agent de maîtrise aux établissements Rollet, entreprise de mécanique générale, à Vendôme.
Il s'intéresse très tôt au syndicalisme et à la politique, adhère à la CGT en 1968, puis au parti socialiste en 1976. 
En suivant des cours du soir, il devient professeur auxiliaire en 1976, puis titulaire en lycée technique. Il enseignera dans divers établissements de la région jusqu'en 1990.
Humaniste sincère, entièrement dévoué à sa ville de Vendôme, et reconnu honnête autant par ses partisans que par ses adversaires, il avait obtenu en 2006 le prix de l'Éthique de l'association Anticor.
Il est décédé le 31 août 2008 des suites d'un cancer.
En 2014, après sa mort et à l'occasion de la campagne municipale suivante, l'ancien président du conseil général de Loir-et-Cher, Maurice Leroy a prétendu, de manière assez cocasse et à des fins de récupération politique, être son ami. Cette prise a suscité un vif émoi de l'ensemble de la classe politique de la ville comme des habitants de Vendôme compte-tenu des nombreuses années de lutte acharnée entre les deux hommes.
L'hôpital de Vendôme porte son nom.

## Mandats
Il se présente pour la première fois sur la liste socialiste aux élections municipales de 1977. Il voue une réelle affection à François Mitterrand. 
Devenu conseiller municipal de Vendôme en 1983 sur la liste d'opposition, puis conseiller général de Vendôme-1 en 1988, il entre réellement en politique en s'emparant de la mairie de Vendôme en 1989. Il sera réélu sans interruption en 1995, 2001 et en 2008.
Il ne se représente pas aux élections cantonales de 2008, mais bien que se sachant malade depuis février 2005 – et l'ayant annoncé publiquement – il se représente avec succès aux municipales afin d'assurer sa succession.
Daniel Chanet était également président de la communauté de communes du Pays de Vendôme depuis sa création en 1993, il avait été réélu en 1995 et 2001.